# Лисичанская канатная дорога

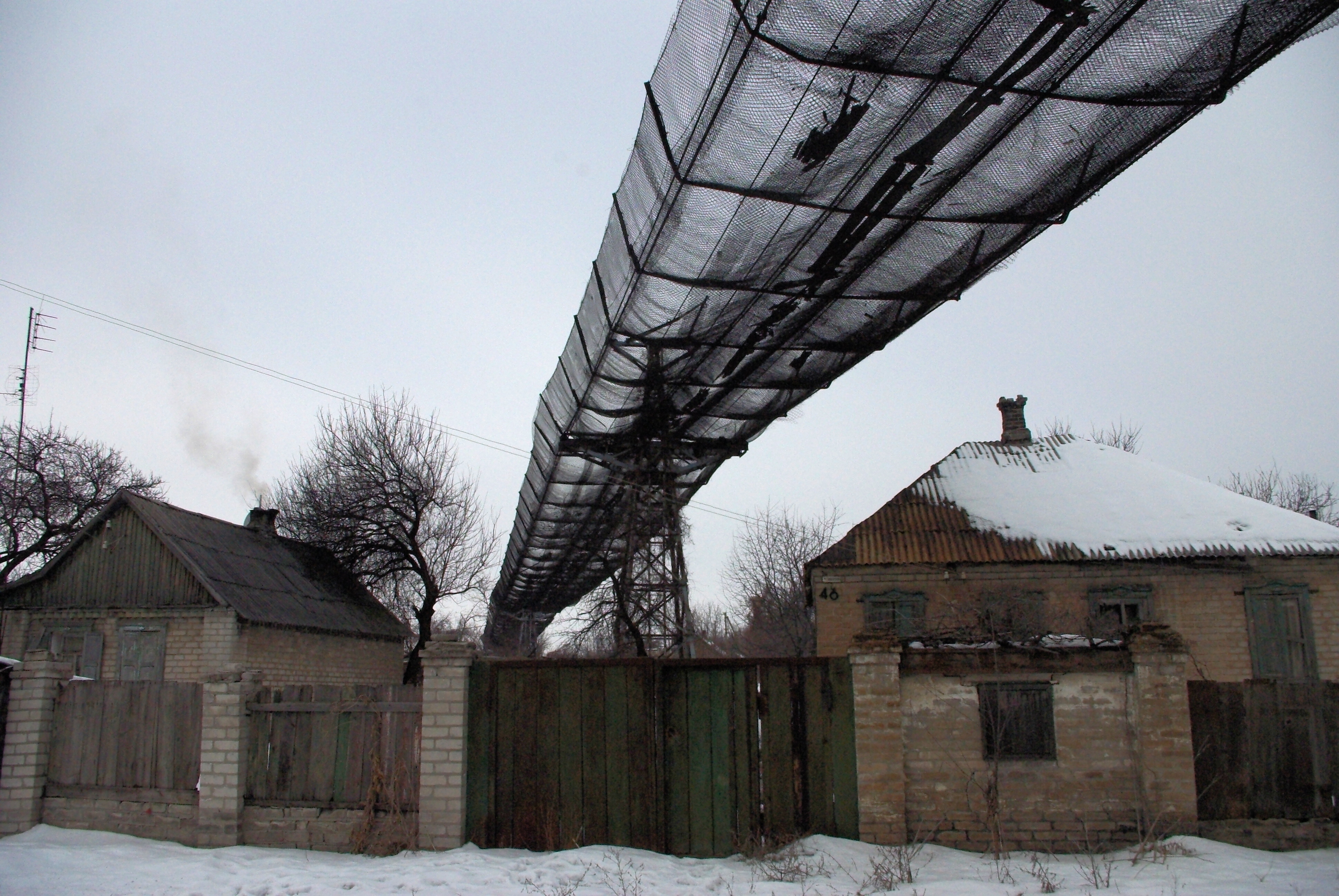
Вид на участок дороги, проходивший через жилой район

Лисичанская воздушная канатная дорога (ВКД) — грузовая канатная дорога, соединявшая Белогоровский меловой карьер и лисичанский содовый завод «Лиссода», бывшая самой длинной на Украине канатная дорога. В 2013 году была полностью демонтирована.

## История создания

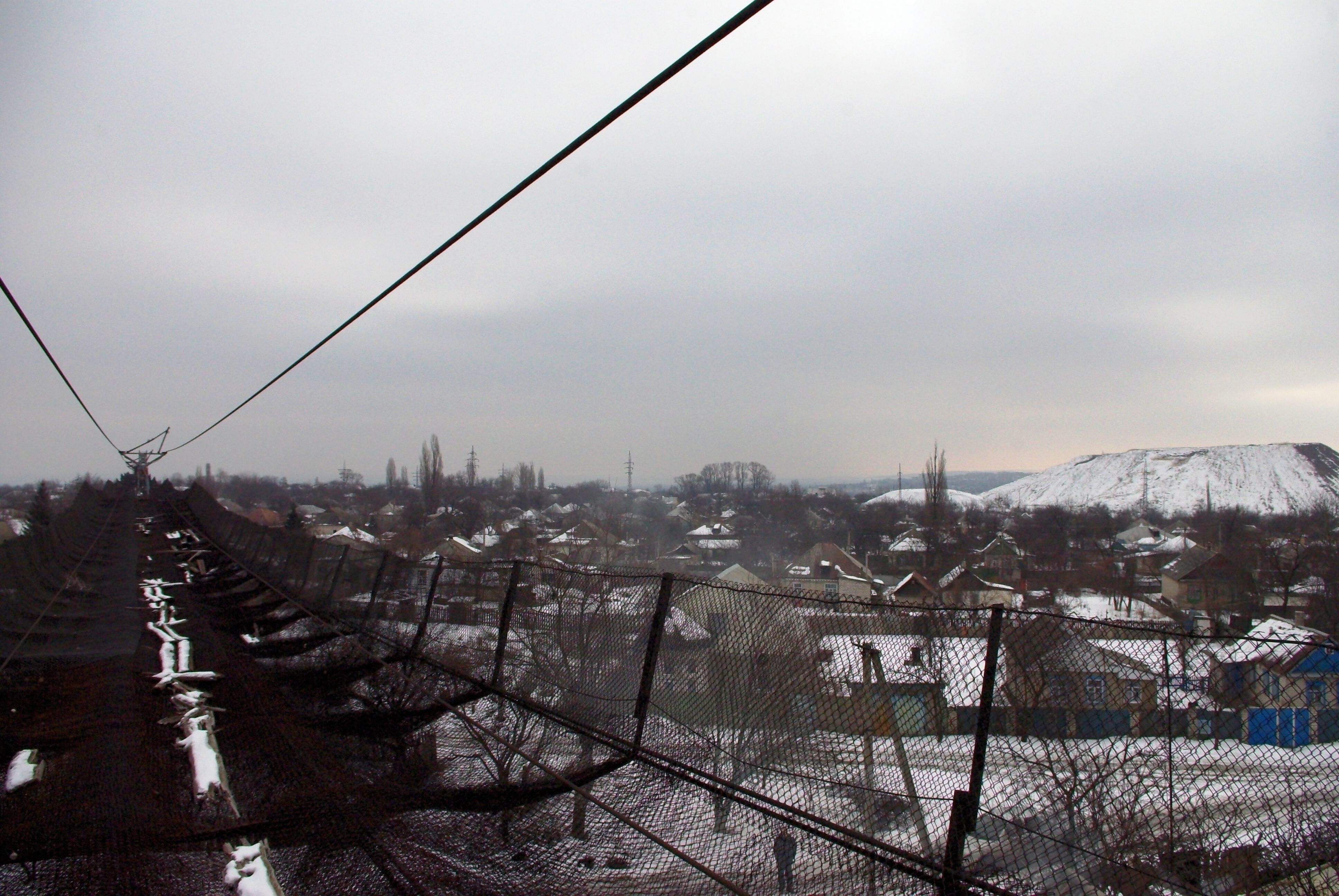
Вид с опоры канатной дороги

Канатная дорога предназначалась для доставки сырья (мела) из Белогоровского карьера на содовый завод в Лисичанске. Считается, что дорога была построена в 1954 году, однако, по некоторым источникам, данная дорога уже была обозначена на топографических картах 1943 года.
Длина дороги: 16 563 метра. Скорость движения вагонеток: 9 км/ч. Основу дороги составляли 147 металлических опор. Сама дорога состояла из двух участков, соединяющихся на станции «Угловая» под небольшим углом друг к другу. Для обслуживания дороги был предусмотрен штат более 100 человек в двух бригадах: лисичанской и белогоровской.
Примечательно, что несколько километров канатной дороги проходило через жилой район Лисичанска. Согласно некоторым источникам, при строительстве дороги была предусмотрена 35-метровая зона отчуждения, которая в дальнейшем была самовольно застроена. По воспоминаниям же местных жителей, дорогу вели прямо через жилые дворы, и их владельцам содовый завод некоторое время выплачивал компенсацию.
После остановки в 2010 году Лисичанского содового завода ведущая к нему канатная дорога также перестала действовать.
На данный момент полностью уничтожена и сдана на лом.